# 치앙마이주
치앙마이주(태국어: จังหวัดเชียงใหม่)는 태국 북부에 있으며, 태국에서 두 번째로 큰 주이다.
북동쪽으로 치앙라이주, 남쪽으로 람빵주, 람푼주, 남동쪽으로 딱주, 서쪽으로 매홍손주와 붙어있으며, 북쪽으로는 미얀마의 샨주와 경계하고 있다. 주도인 치앙마이는 방콕에서 북쪽으로 685km 떨어져 있다.

## 지리
치앙마이주 내에는 많은 산과 산맥이 존재한다. 주 남부는 짜오프라야강의 큰 지류로, 치앙다오 산에 원류를 출발하는 핑강이 흐르고 있다. 주 내에 있는 도이인타논산(해발 2,575m)은 태국 최고봉의 산으로, 치앙마이 시내에서 서쪽에 위치한다. 기후는 고지이기 때문에, 중앙 평원부보다 온화하다. 주내에는 도이 인타논 국립공원을 비롯하여 많은 국립공원이 있다.

## 역사
치앙마이주는 1296년 이래 란나 왕국의 수도였지만, 1599년에 아유타야에 점령되고 주권을 잃었다. 1782년에는 카 위라왕이 라마 1세에 의해서 그 주권이 다시 인정되었지만, 라마 5세(출라롱꼰)의 차끄리 개혁의 일환으로, 중앙정부의 통제 하에 복속되었다.

## 주민
타이족이 다수를 차지하는 것 외에 인구의 13.4%가 소수민족으로 몬족, 야오족, 라후족, 리수족, 아카족, 카렌족 등이 있다.

## 행정 구역
치앙마이주에는 24개의 군(암프)와 204개의 땀본 그리고 1915개의 무반 (행정 구역)이 있다.
|  | 1. 므앙치앙마이군 2. 촘통군 3. 매챔군 4. 치앙다오군 5. 도이사껫군 6. 매땡군 7. 매림군 8. 사믕군 9. 팡군 10. 매아이군 11. 프라오군 12. 산빠똥군 13. 싼깜팽군 | 1. 산사이군 2. 항동군 3. 홋군 4. 도이따오군 5. 옴꼬이군 6. 사라피군 7. 위앙행군 8. 차이쁘라깐군 9. 매왕군 10. 매온군 11. 도이로군 12. 깔라야니왓타나군 |

## 자매 도시
- 중국 상하이(2000)
- 인도네시아 욕야카르타(2007)
- 중국 칭다오(2008)
- 중국 충칭(2008)
- 일본 삿포로(2013)
- 튀르키예 부르사(2013)
- 미얀마 켕퉁(2014)

고양시

## 사진

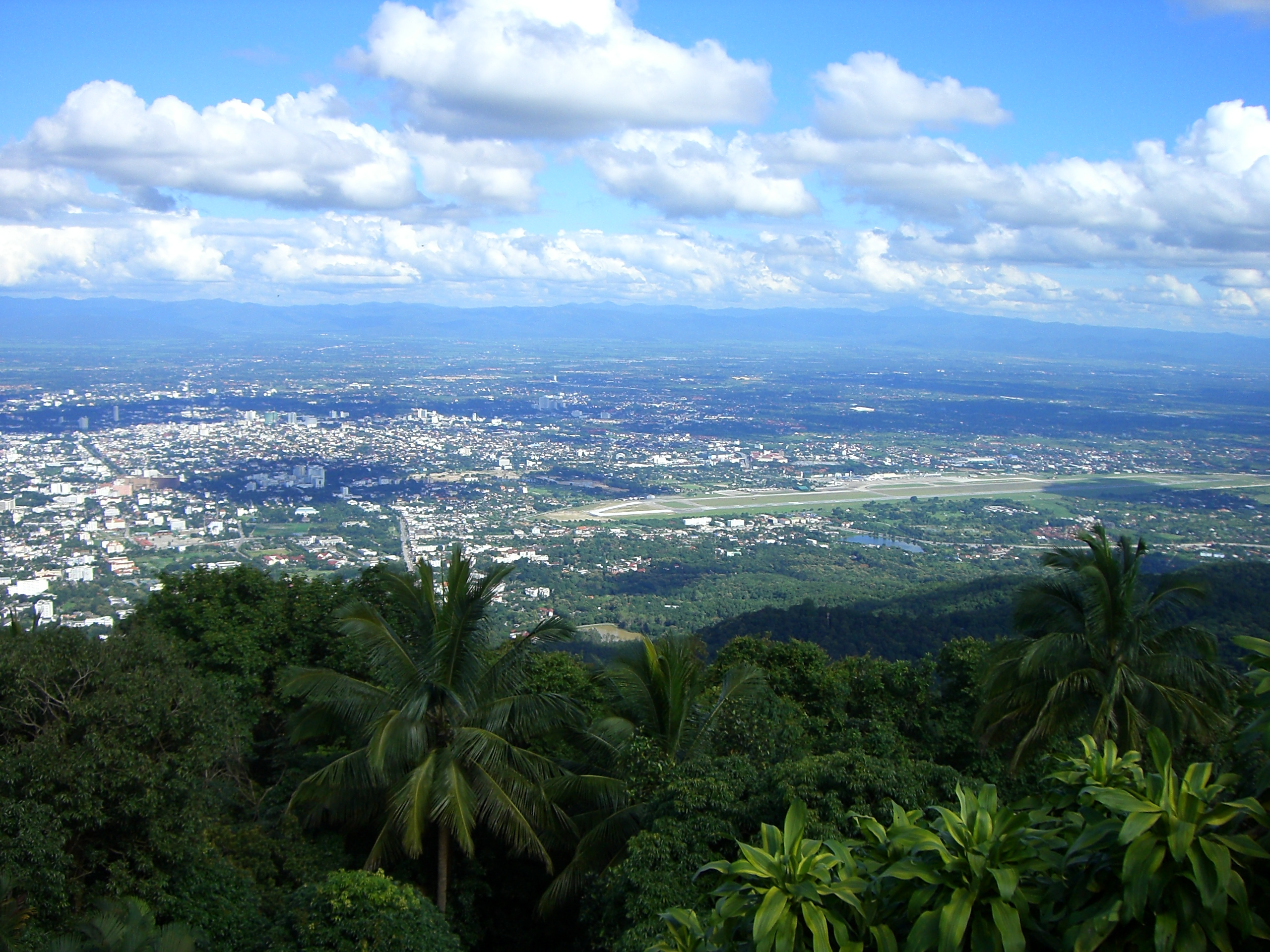
도이수텝에서 본 치앙마이
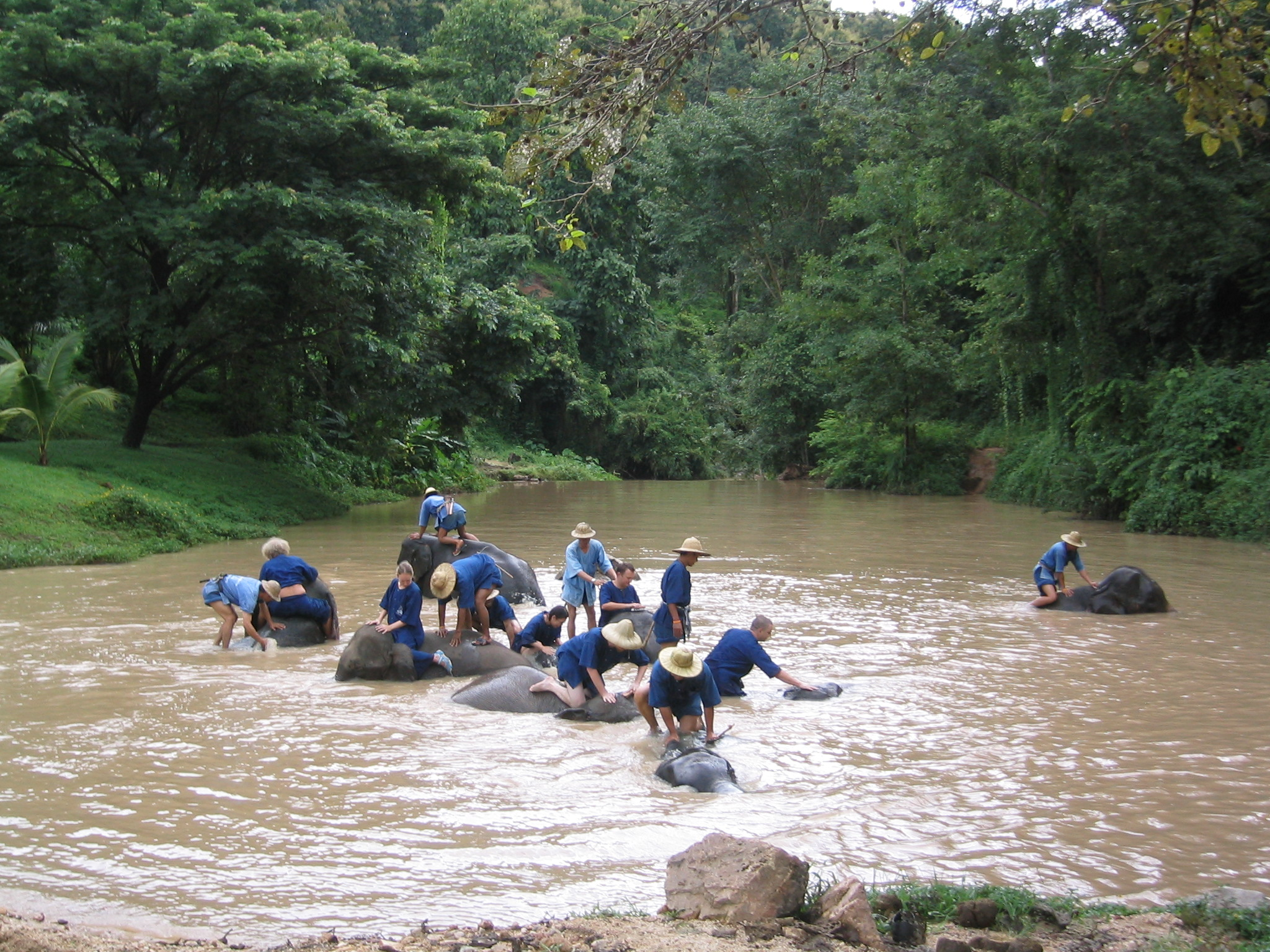
코끼리 목욕
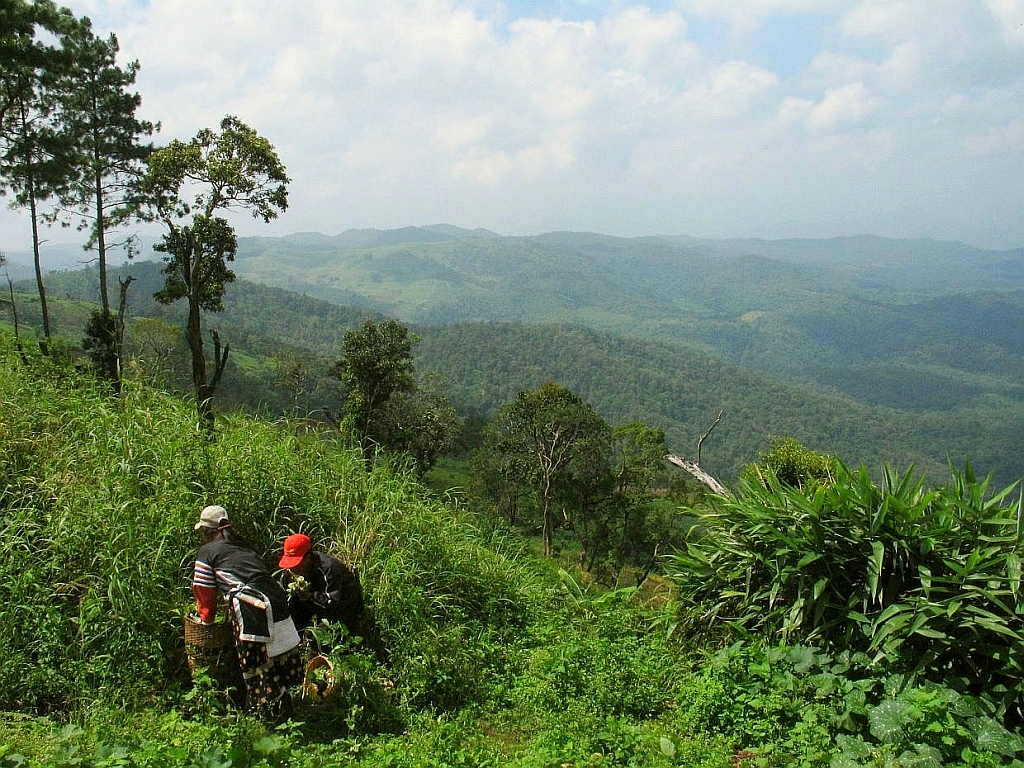
라후족 농부
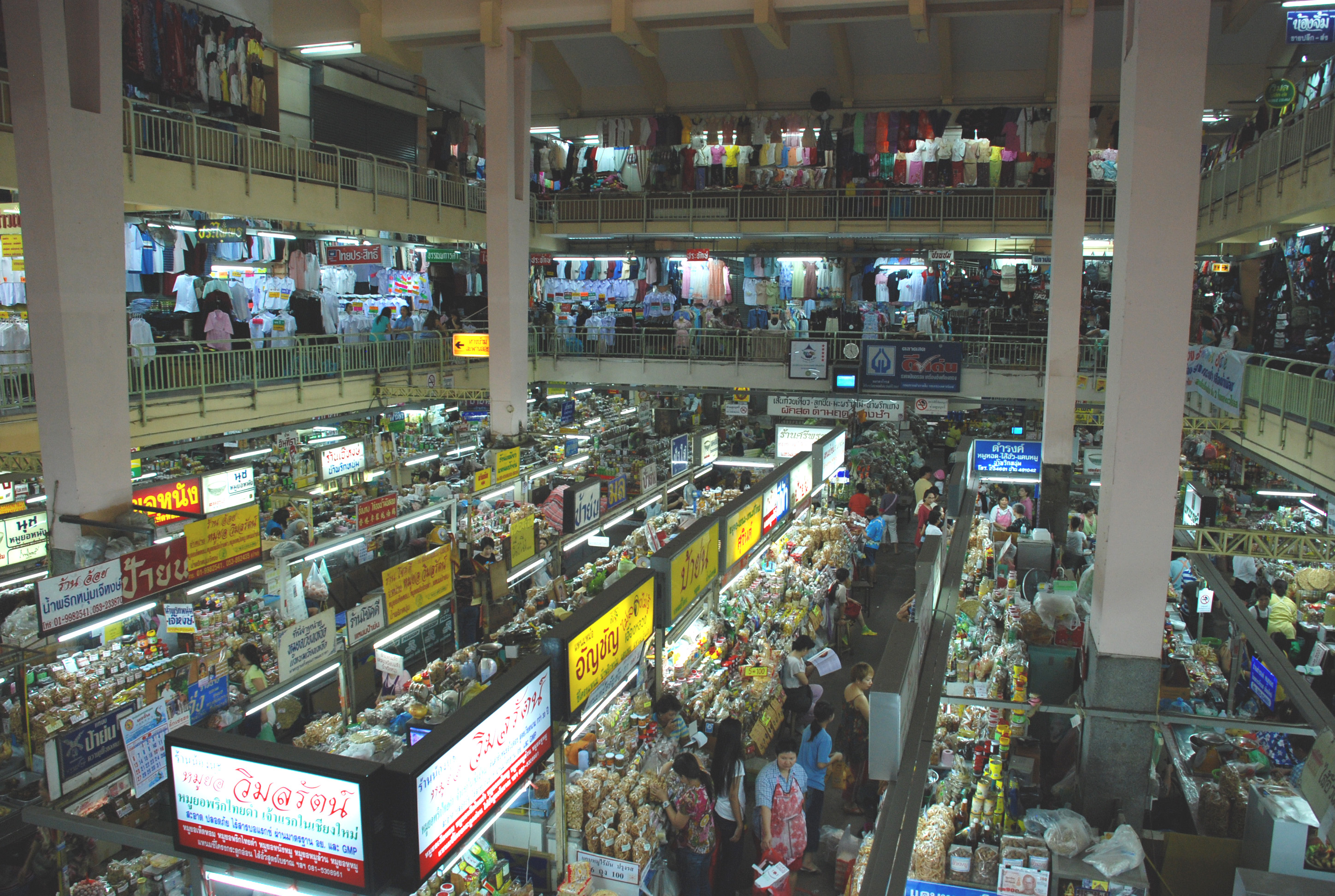
와로로스 시장
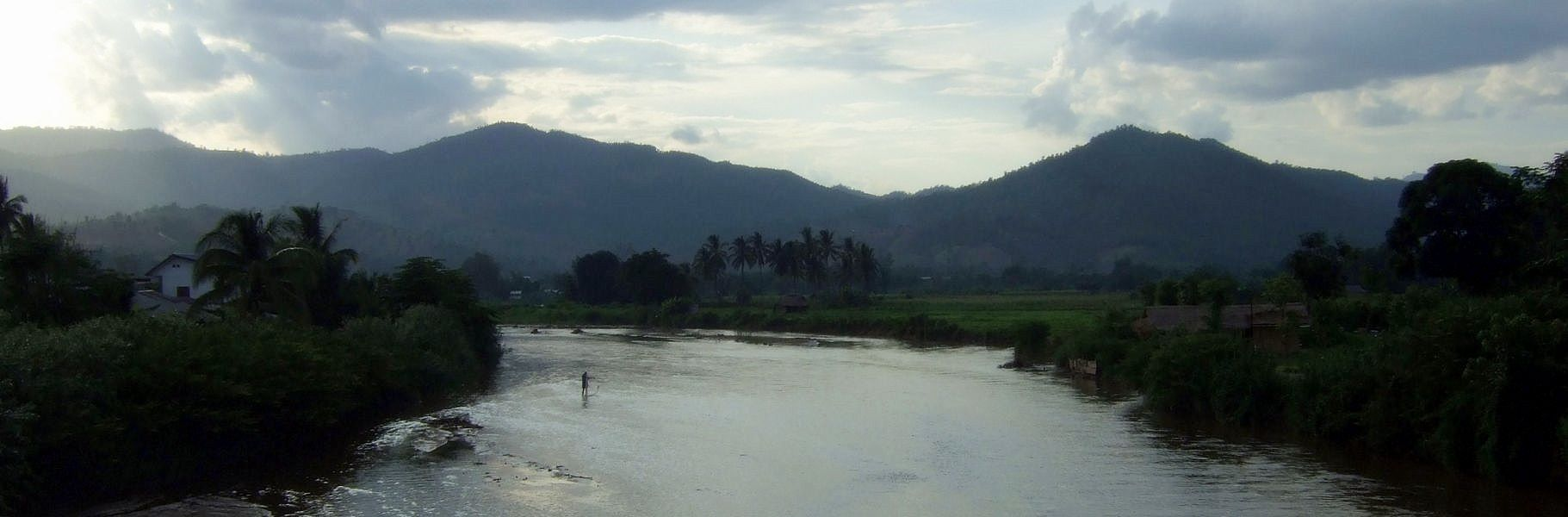
매참을 흐르는 강
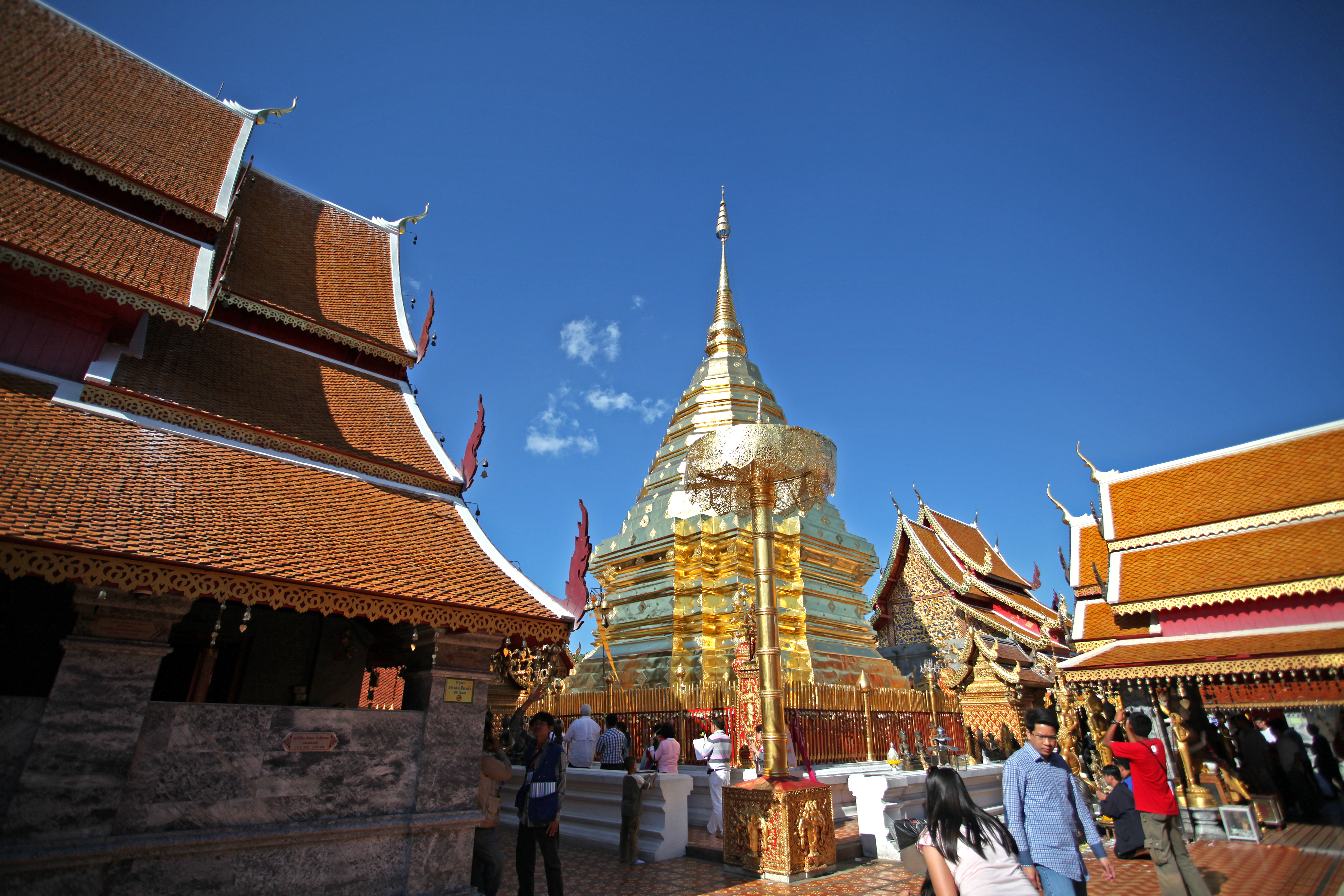
프라탓 더이쑤텝 사원